# Nakhon Pathom Municipality Sport School Stadium
Das Nakhon Pathom Municipality Sport School Stadium (Thai สนามกีฬา โรงเรียนกีฬาเทศบาลนครนครปฐม) ist ein Mehrzweckstadion in Nakhon Pathom in der Provinz Nakhon Pathom, Thailand. Es wird derzeit hauptsächlich für Fußballspiele genutzt und ist das Heimstadion vom Nakhon Pathom United Football Club. Das Stadion hat eine Kapazität von 6000 Personen. Eigentümer und Betreiber des Stadions ist die Nakhon Pathom Municipality Sport School.

## Nutzer des Stadions
| Verein                  | Zeitraum der Nutzung |
| ----------------------- | -------------------- |
| Nakhon Pathom United FC | 2013 bis heute       |